# Étnico ma non troppo
Étnico ma non troppo è il terzo album di Hevia, pubblicato nel 2003 dalla EMI.

## Tracce
1. Taramundi 130 – 4:01
2. Carretera d'avilés – 4:03
3. La Carriola – 4:02
4. Pericote – 4:15
5. Tirador – 3:51
6. El Torques – 4:41
7. San Xuan – 4:20
8. Pasu Pasucais – 3:34
9. Étnico ma non troppo – 4:07
10. Entremediu – 4:02